# Superman (альбом)
Superman — третий студийный альбом ирано-шведского исполнителя Араша после одноимённого альбома Arash 2005 года и Donya 2008 года.

Среди синглов с альбома — «Broken Angel», «Melody», «Iran Iran World Cup 2014», «She Makes Me Go» при участии Шона Пола и «Sex Love Rock n Roll (SLR)» при участии T-Pain.

## Список композиций
1. «One Day» (при участии Хелены) (3:32)
2. «Sex Love Rock n Roll (SLR)» (при участии T-Pain) (2:57)
3. «Tekoon Bede» (2:39)
4. «Superman» (при участии Ньянды) (3:31)
5. «Ba Man Soot Bezan» (3:31)
6. «She Makes Me Go» (при участии Шона Пола) (2:58)
7. «Doga Doga» (при участии Medina) (3:16)
8. «Ma Bala» (при участии Ньянды) (3:11)
9. «Delhore» (3:20)
10. «Melody» (3:12)
11. «Broken Angel» (при участии Хелены) (3:12)
12. «Che Konam» (3:04)
13. «On Est La» (3:02)
14. «Boro Boro» (при участии Nexus) (2:56)
15. «Sex Love Rock n Roll (SLR) (Basshunter Remix)» (при участии T-Pain) (3:49)
16. «One Day (Golden Star Mix)» (при участии Хелены) (3:00)
17. «Iran Iran World Cup 2014» (3:14)